# Малкангири (округ)
Малкангири (англ. Malkangiri) — округ в индийском штате Орисса. Образован 2 октября 1992 года из части территории округа Корапут одновременно с округами Раягада и Набарангпур. Административный центр — город Малкангири. Площадь округа — 6115 км². По данным всеиндийской переписи 2001 года население округа составляло 504 198 человек. Уровень грамотности взрослого населения составлял 30,5 %, что значительно ниже среднеиндийского уровня (59,5 %). Доля городского населения составляла 6,9 %.